# Wulf Beleites
Wulf Beleites (* 23. April 1947; † 10. November 2018 in Hamburg) war ein deutscher Journalist, Satiriker, Buchautor und Gründer, Herausgeber und Chefredakteur der satirischen Zeitschrift Kot & Köter.

## Leben und Werk
Beleites begann seine journalistische Laufbahn 1969 bei der Jugendzeitschrift guricht. Er schrieb als freier Journalist für Ran und Welt der Arbeit. Von 1972 bis 1975 war er Korrespondent des Berliner Extra-Diensts, für den er aus Hamburg berichtete. Anschließend arbeitete er bis 1975 in der Nachrichtenredaktion der Zeitschrift Stern, für den er bis 1980 weiterhin als freier Journalist tätig war, außerdem für die Frankfurter Rundschau und die Westfälische Rundschau.
Bei der Hamburger Morgenpost gehörte er von 1980 bis 1985 der Lokalredaktion an, sein Schwerpunkt lag in der Gerichtsberichterstattung. Es folgten mehrere Jahre als Autor für Printmedien sowie als Pressesprecher, 1991/1992 als Realisator für das Fernsehmagazin  Polizeireport Deutschland von Tele 5. Von 1992 bis 2004 arbeitete er als Autor und Realisator für die NDR-Sendungen DAS!, das Satiremagazin extra 3 , die NDR-Feature-Redaktion und für den WDR (Monitor, ZAK und Privatfernsehen).
In den 1990er Jahren trat er als Chefredakteur der damals noch nicht bestehenden Satirezeitschrift Kot & Köter auf, dabei wurde er in Fernsehtalkshows als „Hundehasser“ präsentiert. In die Kameras hielt er einen Titelblattentwurf. Den Redaktionen war es dabei völlig gleichgültig, ob die Zeitschrift existierte oder nicht, berichtete er später. Über Crowdfunding finanzierte er schließlich die Zeitschrift, deren erste Ausgabe im April 2014 auf den Markt kam. Die letzte Ausgabe erschien Mitte 2016. 2015 veröffentlichte er im Ullstein-Verlag Kot & Köter. Das Buch für alle Hundehasser, 2017 folgte Immer diese Köter! 111 Gründe, Hunde zu hassen bei Schwarzkopf & Schwarzkopf.
Beleites engagierte sich politisch, zuletzt in der Partei Die Linke. Gewerkschaftlich vertrat er die Interessen der Freien Journalisten in der IG Druck und Papier, später IG Medien – Druck und Papier, Publizistik und Kunst, und der Vereinten Dienstleistungsgewerkschaft (ver.di). Für die Deutsche Journalistinnen- und Journalisten-Union (dju) gehörte er unter anderem dem Vorstand des Landesbezirks Nord an sowie von 2003 bis 2015 dem dju-Bundesvorstand, dessen stellvertretender Vorsitzender er ab 2011 war. Er veröffentlichte Beiträge in Gewerkschaftsorganen wie der Zeitschrift M – Menschen Machen Medien, ver.di Publik und Druck + Papier.
Wulf Beleites starb im November 2018 nach schwerer Krankheit im Alter von 71 Jahren.

## Veröffentlichungen
- Kot & Köter: Das Buch für alle Hundehasser. Ullstein, Berlin 2015, ISBN 978-3-8437-1087-9.
- Immer diese Köter! 111 Gründe, Hunde zu hassen. Schwarzkopf & Schwarzkopf. Berlin 2017, ISBN 978-3-86265-670-7.

Herausgeberschaften und Redaktion (Fachpublikationen)
- Zeugnisverweigerungsrecht. Gesetze, Fälle, Verhaltensregeln.  (= Deutsche Journalistinnen- und Journalisten-Union im Fachbereich 8 der Vereinten Dienstleistungsgewerkschaft.) dju, Berlin 2007.
- Freie Journalisten (= Deutsche Journalistinnen- und Journalisten-Union, Fachgruppe Medien in Ver.di.) dju, Berlin 2009.